# Виро-Бич-Саут (Флорида)
Виро-Бич-Саут (англ. Vero Beach South) — статистически обособленная местность, расположенная в округе Индиан-Ривер (штат Флорида, США) с населением в 20 362 человека по статистическим данным переписи 2000 года.

## География
По данным Бюро переписи населения США статистически обособленная местность Виро-Бич-Саут имеет общую площадь в 28,23 квадратных километров, из которых 26,68 кв. километров занимает земля и 1,55 кв. километров — вода. Площадь водных ресурсов округа составляет 5,49 % от всей его площади.

## Демография
По данным переписи населения 2000 года в Виро-Бич-Саут проживало 20 362 человека, 5881 семья, насчитывалось 8649 домашних хозяйств и 9505 жилых домов. Средняя плотность населения составляла около 721,29 человека на один квадратный километр. Расовый состав населённого пункта распределился следующим образом: 94,18 % белых, 2,29 % — чёрных или афроамериканцев, 0,32 % — коренных американцев, 0,94 % — азиатов, 0,07 % — выходцев с тихоокеанских островов, 1,40 % — представителей смешанных рас, 0,79 % — других народностей. Испаноговорящие составили 3,37 % от всех жителей статистически обособленной местности.
Из 8649 домашних хозяйств в 27,0 % воспитывали детей в возрасте до 18 лет, 54,7 % представляли собой совместно проживающие супружеские пары, в 10,2 % семей женщины проживали без мужей, 32,0 % не имели семей. 26,8 % от общего числа семей на момент переписи жили самостоятельно, при этом 13,3 % составили одинокие пожилые люди в возрасте 65 лет и старше. Средний размер домашнего хозяйства составил 2,34 человек, а средний размер семьи — 2,81 человек.
Население статистически обособленной местности по возрастному диапазону по данным переписи 2000 года распределилось следующим образом: 21,9 % — жители младше 18 лет, 5,8 % — между 18 и 24 годами, 25,3 % — от 25 до 44 лет, 25,1 % — от 45 до 64 лет и 21,9 % — в возрасте 65 лет и старше. Средний возраст жителей составил 43 года. На каждые 100 женщин в Виро-Бич-Саут приходилось 90,8 мужчин, при этом на каждые сто женщин 18 лет и старше приходилось 86,7 мужчин также старше 18 лет.
Средний доход на одно домашнее хозяйство статистически обособленной местности составил 39 569 долларов США, а средний доход на одну семью — 46 664 доллара. При этом мужчины имели средний доход в 32 079 долларов США в год против 24 506 долларов среднегодового дохода у женщин. Доход на душу населения статистически обособленной местности составил 39 569 долларов в год. 4,6 % от всего числа семей в населённом пункте и 7,6 % от всей численности населения находилось на момент переписи населения за чертой бедности, при этом 8,4 % из них были моложе 18 лет и 7,9 % — в возрасте 65 лет и старше.